# Славянці
Славя́нці (болг. Славянци) — село в Бургаській області Болгарії. Входить до складу общини Сунгурларе.

## Населення
За даними перепису населення 2011 року у селі проживала 731 особа.
Національний склад населення села:
| Національність   | Кількість осіб | Відсоток |
| ---------------- | -------------- | -------- |
| болгари          | 523            | 86,9%    |
| турки            | 53             | 8,8%     |
| цигани           | 18             | 3,0%     |
| Всього відповіли | 602            |          |

Розподіл населення за віком у 2011 році:
Динаміка населення: